# Embrutecimiento
Se conoce como embrutecimiento a la simplificación excesiva deliberada del contenido intelectual en la educación, la literatura, el cine, las noticias, los videojuegos y la cultura. Originado en 1933, el término era una jerga de negocios cinematográfica, utilizada por los guionistas, que significa: "[para] revisar para atraer a los de poca educación o inteligencia". La simplificación varía según el tema y, por lo general, implica la disminución del pensamiento crítico al socavar el lenguaje estándar y los estándares de aprendizaje, trivializando así los estándares académicos, la cultura y la información significativa, como en el caso de la cultura popular.
En su libro La distinción. Criterio y bases sociales del gusto (1979), el sociólogo francés Pierre Bourdieu propuso que, en una sociedad en la que las prácticas culturales de la clase dominante se traducen y establecen como cultura legítima, dicha distinción luego devalúa el capital cultural de las clases media y trabajadora subordinadas y, por lo tanto, limita su movilidad social dentro de su propia sociedad.
El concepto ha sido explorado en obras de ficción como la película Idiocracy (2006), el cuento de Cyril M. Kornbluth "The Marching Morons" (1951), la novela de Aldous Huxley Un mundo feliz (1931), la película Matrix (1999) y la novela de George Orwell 1984 (1949). En algunas de las obras mencionadas, la sociedad ha sido intencionalmente embrutecida para mantener la estabilidad política y el orden social.